# اووی اندرسن (ورزشکار)
اووی اندرسن (انگلیسی: Ove Andersen؛ ۲۲ اوت ۱۸۹۹ – ۱۳ ژانویه ۱۹۶۷ (aged 67)) ورزشکار دو و میدانی اهل فنلاند بود.
وی در مسابقات کشوری و بین‌المللی در مجموع برندهٔ ۱ مدال برنز شده‌است.